# Жукова Галина Севастянівна
Галина Севастянівна Жукова (8 квітня 1952 — 21 червня 2024) — російська математикиня. Доктор фізико-математичних наук, професорка. Лауреатка премії Уряду РФ в галузі освіти (2006). Заслужена діячка науки Російської Федерації (2006).

## Біографія
Закінчила Воронезький державний університет за спеціальністю «Прикладна математика» 1974, з відзнакою), а також Російський державний соціальний університет (2013, спеціальність психолого-педагогічна освіта). У 2016 і 2017 роках проходила курси в Інституті підвищення кваліфікації та професійної перепідготовки працівників Фінансового університету при Уряді РФ.
Кандидат (1979) і доктор (1991) фізико-математичних наук. З 1986 року доцент, з 1993 року професор.
Працювала в Інституті математики АН Української РСР, МХТІ (до 2001), потім — в РДСУ (Російський державний соціальний університет), проректор з безперервної освіти та розвитку кар'єри, завідувач кафедри. Читала курси лекцій з математичного аналізу, функціонального аналізу, диференціальних рівнянь.
Працювала в Фінансовому університеті при Уряді Російської Федерації у департаменті аналізу даних, прийняття рішень та фінансових технологій.

### Сім'я
- Чоловік — Василь Іванович Жуков — соціолог, академік РАН (2006),
- Старша дочка — член-кореспондент РАО Лідія Федякіна, у 2012—2014 роках — ректор РДСУ.
- Молодша дочка — Галина Жукова, наказом Міністерства освіти та науки РФ від 17 липня 2014 року позбавлена наукового ступеня доктора економічних наук (за некоректні запозичення).

## Основні праці
- Дифференциальные уравнения / Г. С. Жукова. — М. : РХТУ, 2001. — 347 с. : ил.; 22 см; ISBN 5-7237-0300-5.
- Жукова Г. С. Асимптотика решения одного класса линейных систем с вырожденной матрицей при производной. Киев, 1990. — 24 с. (Препр. /АН Украины: Ин-т математики; 90.36).
- Жукова Г. С. Асимптотическое интегрирование обыкновенных линейных дифференциальных уравнений. Воронеж: ВГУ, 1988. — 200 с.
- Жукова Г. С. Асимптотическое интегрирование линейных дифференциальных систем с кратным спектром у предельной матрицы и малым параметром при производной. Киев, 1989. — 43 с. (Препр. /АН Украины: Ин-т математики; 89.90).
- Дифференциальные уравнения в частных производных [Text]: монография / Г. С. Жукова, Е. М. Чечеткина, Е. С. Богин. — М. : [s. n.], 2001. — 196 с. : ил.
- Линейная алгебра в примерах и задачах [Text]: учеб. пособие / Г. С. Жукова, М. Ф. Рушайло. — М. : [s. n.], 2000. — 350 с. : ил. — Библиогр.: с. 348. — Б. ц.
- Дифференциальные уравнения [Text]: монография / Г. С. Жукова. — М. : [s. n.], 2001. — 347 с. : ил. — Библиогр.: с. 345 (12 назв.). — ISBN 5-7237-0300-5 : Б. ц.
- Математический анализ в примерах и задачах [Text]: учеб. пособие для студентов вузов по хим.-технол. направлениям и биотехнологии / Жукова Г. С.;2-е изд, испр. и доп. — 2-е изд, испр. и доп. — М. : [s. n.], 2002. — 259 с. : ил. — Библиогр.: с. 257 (10 назв.). — ISBN 5-7237-0344-7 : Б. ц.
- Математика [Text]: для студентов соц. и соц.-гуманитар. спец. / Г. С. Жукова ; Московский гос. социальный ун-т. — М. : [s. n.], 2002. — 351 с. : ил. — Библиогр.: с. 350 (16 назв.). — ISBN 5-7139-0264-1 : Б. ц.
- Математический анализ [Text]: учеб.пособие / Жукова Г. С.; Под ред. Г. С. Жуковой. 2-е изд., доп. и перераб. — 2-е изд.,доп.и перераб. — М. : [s. n.], 2003. — 316 с. : ил. — ^aБиблиогр.: с. 313 (11 назв.). — ISBN 5-7237-0391-9 : Б. ц.
- Линейная алгебра (практические занятия) [Text]: учеб. пособие / Жукова Г. С., Аверина О. В., Бурухина Т. Ф., Глазова И. Л.; Ред. Жукова Г. С. — М. : [s. n.], 1999. — 176 с. : ил. — ISBN 5-7237-0165-7 :

## Нагороди
- Почесна грамота Президії Ради Московської Федерації профспілок (2011)
- Лауреат премії Уряду РФ в галузі освіти (2006)
- Почесне звання «Заслужений діяч науки Російської Федерації» (2006)[3]
- Диплом дійсного члена Академії соціальної освіти (2003)
- Нагрудний знак «Почесний працівник вищої професійної освіти Російської Федерації» (2002)